# 6765 Fibonacci
A 6765 Fibonacci (ideiglenes jelöléssel 1982 BQ2) a Naprendszer kisbolygóövében található aszteroida. Ladislav Brožek fedezte fel 1982. január 20-án.